# Douvaine
Douvaine település Franciaországban, Haute-Savoie megyében. Lakosainak száma 6788 fő (2022. január 1.). Douvaine Ballaison, Chens-sur-Léman, Loisin és Massongy községekkel határos.

## Népesség
A település népességének változása:
| Lakosok száma | 5302 | 5716 | 5998 | 5948 | 6077 | 6483 | 6688 | 6738 | 6788 |
|               | 2013 | 2015 | 2016 | 2017 | 2018 | 2019 | 2020 | 2021 | 2022 |